# Rodrigo de Castro, o Ombrinhos
D. Rodrigo de Castro, chamado o "Hombrinhos", senhor do morgado do Torrão, alcaide-mor de Seia, capitão e governador de Safim, «e estava nella q.do a derribarão e intregarão aos Mouros».

## Capitão e Governador de Safim
Foi Capitão e Governador de Safim (1535-1541) quando, nessa qualidade e no inicio do seu mandato, cerca do ano de 1537, conseguiu estabelecer tréguas por 3 anos com o Xarife Ahmed Alareje, o príncipe de Marraquexe. Era a paz para o conjunto das praças localizadas na região da Duquela, Azamor, Mazagão e Safim. Mas mais tarde, acabadas as tréguas em 1540, voltou-se ao anterior estado de guerra, com a prática das entradas e das almogavarias, quer pelos capitães das praças quer pelos Xarifes. 
E é, nesse contexto, que a 1 de Julho de 1541, após o reinício do conflito, terá cometido uma temorosa empresa para obter despojos que provou a sua grande capacidade de combate, dele e dos seus soldados.

## Dados genealógicos
Era irmão de D. Leonor de Castro, mulher de D. Francisco de Borja, Marquês de Lombay e Duque de Gandia. Sendo portanto, filho de Álvaro de Castro, o Velho, Capitão-geral de África do Rei Manuel I de Portugal, senhor do morgado do Torrão, e de Isabel de Melo Barreto e Menezes, filha de Nuno Rodrigues Barreto, 3.º senhor do morgado da Quarteira, fidalgo da Casa de D. Afonso V e alcaide-mor de Faro, e de D. Leonor de Melo.
Casou com sua prima D. Ana de Eça e Castro, filha de D. Estevão de Castro e de D. Francisca de Eça, e bisneta de D. Pedro de Castro, senhor de Bemviver e Sul, casado com D. Teresa de Vasconcelos.
Filhos: 
- D. Filipe de Castro, que passou à Índia em 1550, foi capitão de Damão e foreiro da aldeia de Siriguião, em Damão, casou com D. Maria de Sá, viúva de Manuel Rodrigues, e filha de Fernão Mendes de Sá. Com geração.
- D. Diogo de Castro, casou com D. Maria da Gama, filha de Manuel da Gama e de Inês Lobo, sem geração e 2.ª vez com D. Maria de Portugal, filha de D. Martinho de Portugal, arcebispo do Funchal, com geração.
- D. Fernando de Castro, s.m.n.
- D. António de Castro, sem geração.
- D. André de Castro, casou com D. Susana de Noronha, que tiveram uma filha que foi freira.
- D. Joana de Castro, casou com D. Francisco de Sousa, alcaide-mor de Beja e governador do Brasil (1592-1602), filho de D. Pedro de Sousa, sr. de Beringel, e de D. Violante Henriques, com geração nos marqueses de Minas.

D. Rodrigo de Castro que casou uma segunda vez D. Cecília de Portugal. Com descendência